# وزارة الداخلية (العراق)
وزارة الداخلية العراقية مهمتها الحفاظ على الأمن الداخلي العراقي وضبط ومراقبة الحدود مع الدول المجاورة ومكافحة الإرهاب وتجارة المخدرات والسلاح. يتكون من عدة عناصر وزارة الداخلية، بما في ذلك الشرطة العراقية دوريات الطرق السريعة، إدارة المرور، وحدة الاستجابة للطوارئ، التخلص من الذخائر المتفجرة وحدة، ودائرة تأمين الحدود. في انتظار صدور قانون الإصلاح حماية المرافق العامة، تستعد الوزارة لاستيعاب الموظفين مديرية حماية المنشآت FPS تنتشر حاليا بين الوزارات الأخرى. وزارة الداخلية لديها ما يقرب من 380430 موظف وافقت وزارة المالية 3.8 مليار دولار لميزانيتها لعام 2008، وهو ما يمثل 21 نمو% عن العام السابق.
في عهد الرئيس السابق صدام حسين، وردت وزارة مجموعة واسعة من الوظائف الإدارية، بما في ذلك حفظ العراق خالية من أعداء حزب البعث العربي الإشتراكي و«غير المرغوب فيهم» الآخرين. بعدما أطاحت الولايات المتحدة بحكومة حزب البعث في حرب العراق 2003، لم يكن حل الوزارة، خلافا لوزارة الدفاع والاستخبارات. مجتمعة قوة المهام المشتركة 7 يهدف إلى تسليم الشرطة والمهام الامنية الداخلية في أقرب وقت ممكن. ومع ذلك، كان مجرد إعادة هيكلة الوزارة.
فالإضافة إلى اشرافها المباشر على الشرطة العراقية، فان الوزارة مسؤولة أيضا عن الشرطة الاتحادية، وشرطة المرور وقوة حماية المنشات ومديرية الجنسية والجوازات والإقامة.

## الشرطة الاتحادية
الشرطة الاتحادية (FP)، وتسمى أحيانا الشرطة الوطنية، وهي قوة شبه عسكرية نوع الدرك تهدف إلى سد الفجوة بين الشرطة المحلية والجيش، والسماح للوزارة الداخلية لمشروع الطاقة الكهربائية عبر المحافظات والحفاظ على القانون والنظام في حين أن الشرطة المجتمعية الفعالة المتقدمة. على الرغم من أن تسمى الشرطة، وقد تم تدريب القوة في المقام الأول عن العمليات العسكرية.
بسبب مزاعم متكررة من سوء المعاملة وأنشطة غير قانونية أخرى، قررت حكومة العراق في خريف عام 2006 لإصلاح وإعادة تدريب جميع وحدات الشرطة الاتحادية. سوف تحول الشرطة الاتحادية تسفر عن منظمة الشرطة قادرة على أداء التحقيقات الجنائية فضلا عن عمليات تكتيكية. ويشمل التحول إلى إعادة التنظيم التي أسفرت عن استبدال مقر الفرقة مع اثنين من مقر للشرطة الاتحادية.
تم تجهيز وحدات الشرطة الاتحادية مع الأسلحة الصغيرة والمدافع الرشاشة وشاحنات البيك اب وسيارات الدفع الرباعي. تم تجهيز كتائب مؤللة مع العربات المدرعة الخفيفة.

## إدارة قوات الحدود

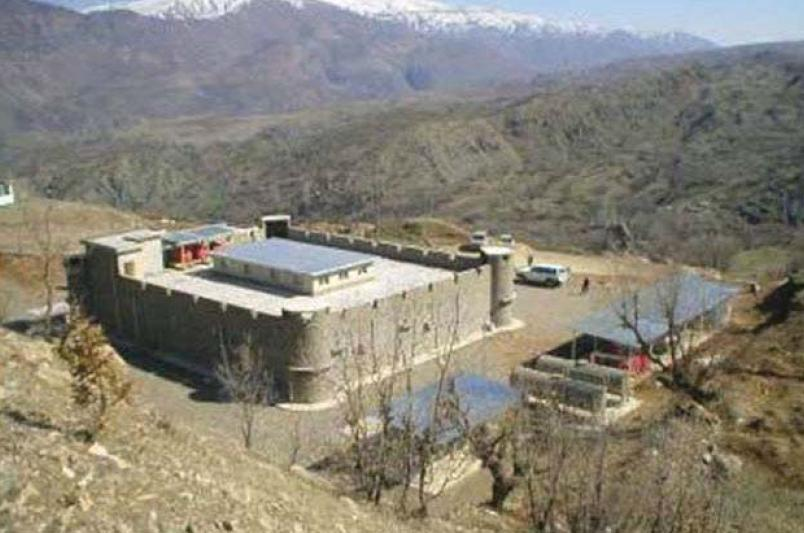
حصن الحدود المشعان في السليمانية، إقليم كردستان.

يتم التحكم حدود العراق من قبل وزارة حماية الحدود (DBE) وإدارة موانئ الدخول (POE) بشكل جماعي. وDBE يجند 405 الهياكل الحدود. هناك 14 نقطة الأرض من الدخول. اعتبارا من نوفمبر 2006، كان هناك 28,300 DBE الموظفين المدربين، نظمت في 5 مناطق و12 لواء و38 كتيبة. جيل والمعدات قوة الأهداف في الموعد المحدد للانتهاء بحلول ديسمبر كانون الأول عام 2006.

## حماية المرافق الخدمة
لحماية المنشآت لديها أكثر من 150,000 الأفراد الذين يعملون ل26 وزارة وثماني مديريات مستقلة. وتشير الأدلة القولية أن بعضها غير موثوق بها ومسؤولة عن جرائم العنف. أعلنت PM المالكي الإصلاح إلى توحيد جميع أفراد حماية المنشآت في منظمة موحدة مسؤولة أمام وزارة الداخلية. اعتبارا من ديسمبر 2005، التحالف لم يعد يوفر الدعم اللوجستي أو المادي إلى مديرية حماية المنشآت.

## مغاوير الشرطة الخاصة
كانت مغاوير الشرطة الخاصة وحدة مكافحة التمرد النخبة الإجابة إلى وزارة الداخلية. وفي يونيو 2004، نقلت سلطة الائتلاف المؤقتة السيادة إلى الحكومة العراقية المؤقتة. تحت رئيس الوزراء الجديد، أياد علاوي، عين CPA وزير الداخلية الجديد، فلاح النقيب.
سعى النقيب لتقديم وزارة الداخلية مع قوات شرطة عراقية فعالة بعد الأداء الضعيف للشرطة في القتال ضد جيش المهدي رجل الدين الشيعي مقتدى الصدر. خلق النقيب «وحدات كوماندوز» من الجنود السابقين من وحدات النخبة مثل كما الحرس الجمهوري صدام. وكانت هذه الوحدات، بقيادة عمه النقيب عدنان ثابت، وهو جنرال سابق بالجيش، ولاء شخصيا للوزير. وأثيرت الكوماندوس دون تورط الولايات المتحدة في البداية، كانت تحت سيطرة وزارة الداخلية، وكانت خارج برنامج المساعدات الأميركية تدريب فريق مساعدة الشرطة المدنية (CPATT). قدم الجيش الأمريكي الأسلحة والدعم اللوجستي لهذه الوحدات، والتي أثبتت فعاليتها تحت إشراف وزير النقيب في القتال إلى جانب القوات الأميركية ضد المتمردين السنة والميليشيات الشيعية.
وكانت وحدة «تشكيل» (أو على الأقل علنا كشف) في سبتمبر 2004 وأرقام حوالي 5,000 الضباط. كان لها أصل الدين مستشار الولايات المتحدة (المستشار) العقيد جيمس ستيل، الذي قاد أيضا مجموعة استشارية عسكرية أمريكية في السلفادور من عام 1984 من خلال 1986.
تم دمج شعبة الشرطة الخاصة الكوماندوز وقسم النظام العام، واللواء شرطة الآلية في عام 2006 لتشكيل الشرطة الوطنية. والشرطة الوطنية وتوسعت منذ تم إعادة تسمية الشرطة الاتحادية.

## شرطة حماية الأثار والتراث
تعتبر مديرية شرطة حماية الأثار والتراث إحدى دوائر وزارة الداخلية التنفيذية ومن أجهزتها الاختصاصية معنية بمتابعة تأمين الحماية للمتاحف والمواقع الأثرية والتراثية والحد من السرقة وتهريب الأثار وإحالة مرتكبيها إلى القضاء وتأمين حماية بعثات التنقيب المحلية والدولية ورفع التجاوزات التي تقع على المواقع الأثرية والتراثية بالتنسيق مع الجهات ذات العلاقة (الهيئة العامة للأثار والتراث) من خلال انفتاح أقسامها ضمن مديريات شرطة المحافظات.
تشكلت مديرية شرطة حماية الأثار والتراث بموجب الأمر الإداري ذي العدد 51244 في 26/10/2008 وفك ارتباطها من قيادة قوات الشرطة الاتحادية وربطها بوكالة الوزارة لشؤون الشرطة بموجب الأمر الإداري ذي العدد 31958 في 4/8/2010 كما تم تشكيل مديريات أقسام شرطة حماية الأثار والتراث في المحافظات وربطها بمديريات شرطة المحافظات إدارياً بموجب الأمر الإداري ذي العدد 32553 في 6/11/2010.

## الجدل
في 1 أبريل 2009، منحت وزارة الداخلية على جائزة Pigasus السنوية التي كتبها جيمس راندي «لتنظيم التمويل الذي يضيع معظم الاموال على العلوم الزائفة. وكان وزارة الداخلية العراقية، في نهاية عام 2009، قضى USD $ 85000000 على قضيب التغطيس يسمى ADE 651. (كل تكلفة كل وحدة يصل إلى USD 60,000 $.) وعلى الرغم من الضجة المستمرة والتفجيرات الدولية انفجار سيارة ملغومة في العراق، لا تزال تستخدم الأشياء، ووزارة الدفاع لا يزال قرارها شرائها [و من عام 2009].» واعتبارا من عام 2014، وADE 651 لا يزال قيد الاستخدام في نقاط التفتيش العراقية مع الشرطة العراقية تدافع عن استخدامها«. لا تستمع إلى ما يقوله الناس عنهم أو ما تقارير اعلامية ان عليهم نحن من شأنه أن نعرف أفضل لأننا تلك التي يتم استخدامها.» وأفادت التحقيقات من قبل هيئة الإذاعة البريطانية، شعبة تكنولوجيا البحرية الأمريكية التخلص من الذخائر المتفجرة وغيرها من المنظمات المماثلة وأن هذه الأجهزة هي مزورة وقليل أكثر من«قضبان التغطيس الممجدة» مع عدم وجود القدرة على أداء المهام المطالب بها.

## قائمة وزراء الداخلية

### قائمة وزراء الداخلية (2003 - حتى الآن)
| الاسم | الاسم              | صورة | مدة العضوية          | مدة العضوية    | حزب سياسي                                                | رئيس الوزراء | رئيس الوزراء       |
| ----- | ------------------ | ---- | -------------------- | -------------- | -------------------------------------------------------- | ------------ | ------------------ |
|       | نوري البدران       |      | سبتمبر 2003          | أبريل 2004     | حركة الوفاق الوطني العراقي                               |              | بالتناوب           |
|       | سمير الصميدعي      |      | أبريل 2004           | يونيو 2004     | مستقل                                                    |              | بالتناوب           |
|       | فلاح حسن النقيب    |      | يونيو 2004           | أبريل 2005     | حركة الوفاق الوطني العراقي                               |              | إياد علاوي         |
|       | باقر جبر الزبيدي   |      | أبريل 2005           | 20 مايو 2006   | الائتلاف الوطني العراقي / المجلس الأعلى الإسلامي العراقي |              | إبراهيم الجعفري    |
|       | نوري المالكي       |      | 20 مايو 2006         | 8 يونيو 2006   | ائتلاف دولة القانون                                      |              | نوري المالكي       |
|       | جواد البولاني      |      | 8 يونيو 2006         | 21 ديسمبر 2010 | الحزب الدستوري العراقي                                   |              | نوري المالكي       |
|       | نوري المالكي       |      | 21 ديسمبر 2010       | 8 سبتمبر 2014  | ائتلاف دولة القانون                                      |              | نوري المالكي       |
|       | محمد الغبان        |      | 18 أكتوبر 2014       | 8 يوليو 2016   | منظمة بدر                                                |              | حيدر العبادي       |
|       | قاسم الأعرجي       |      | 30 كانون الثاني 2016 | 2019           | منظمة بدر                                                |              | حيدر العبادي       |
|       | ياسين طاهر الياسري |      | 24 يونيو 2019        | 7 مايو 2020    | مستقل                                                    |              | عادل عبد المهدي    |
|       | عبد الأمير الشمري  |      | 27 أكتوبر 2022       | حتى الأن       | عسكري (مستقل)                                            |              | محمد شياع السوداني |

## الموقع الرسمي
http://www.moi.gov.iq